# Pedro Teixeira (kartograf)

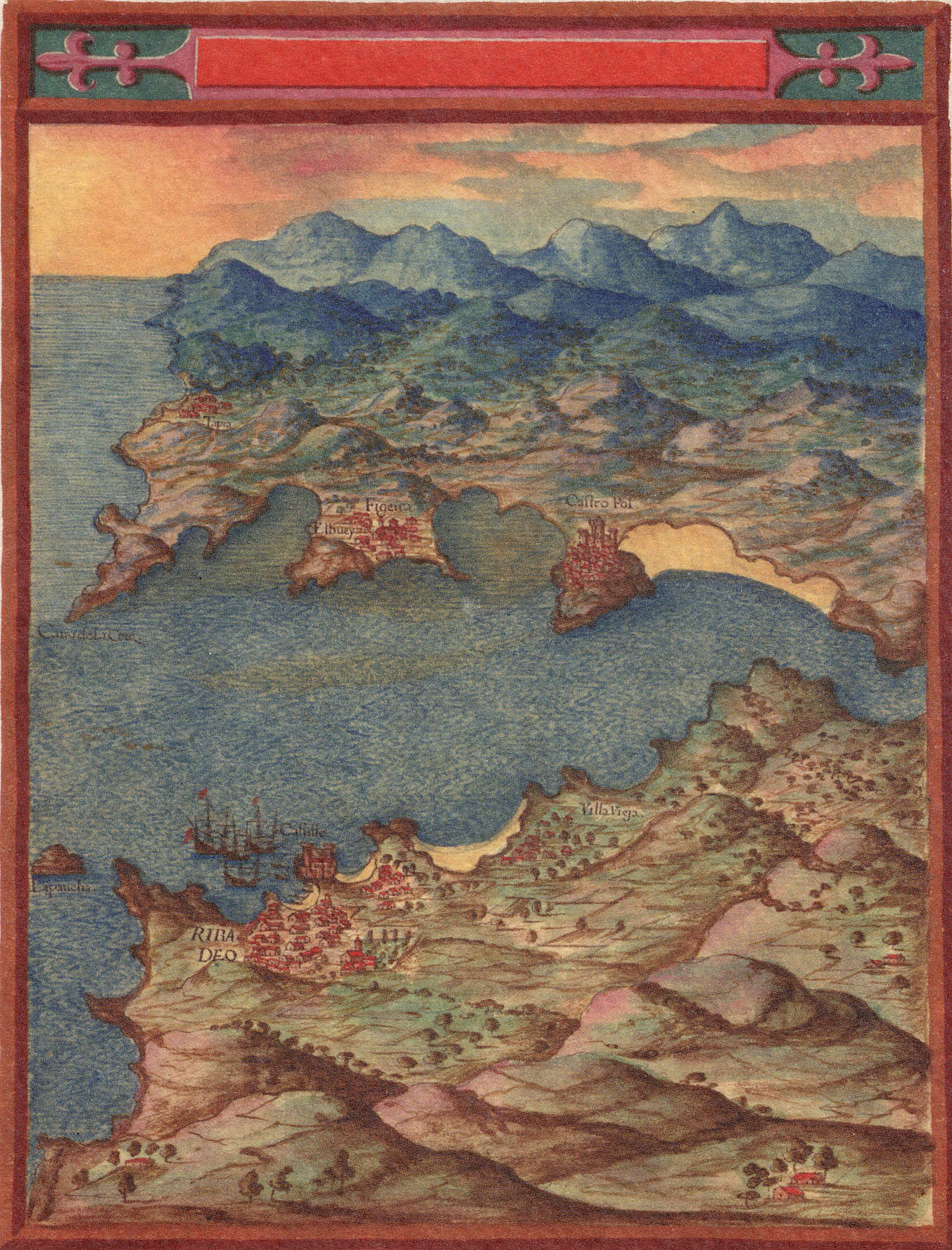
Ribadeofloden av Pedro Teixeira, 1634

Pedro Teixeira Albernaz, född 1595 i Lissabon, Portugal, död 1662 i Madrid, var en portugisisk kartograf.
Han kom från en familj av kartografer inklusive hans far Luís Teixeira, hans farbror Domingos Teixeira och hans bror João Teixeira Albernaz I som han samarbetade med. Omkring 1610 tog sig Pedro Teixeira till Spanien och arbetade som kunglig kartograf för Filip III av Spanien (1598–1621) och Filip IV (1621–1665). Under åren 1622 till 1630 arbetade han med att kartlägga kusterna runt den Iberiska halvön. Han ändrade sina verk från sjökort till topografiska kartor under denna tidsperiod. Han utsågs tillsammans med sin bror att göra en karta över Magellansundet och St. Vincent.

## Bidrag
Pedro Teixeiras verk från 1634 La descripción de España y de las costas y puertos de sus reinos (”'Beskrivning av Spanien och dess kungarikes kuster och hamnar”) finns bevarat i Wien. Teixeiras karta består av tjugo enskilda folianter. Plåtarna till kartan graverades av Salomon Savery (1594–1665) i Amsterdam. De trycktes sedan av Jan och Jacques van Veerle i Antwerpen 1656. Detta verk är sex fot högt och över nio fot brett och är en bra representation av en stad under Habsburgs styre. Kartan och kommentarerna längs marginalerna visar Spanien på höjden av sin makt. Arbetet ger också en rättvisande bild av stadens utseende vid den tiden.

## Verk

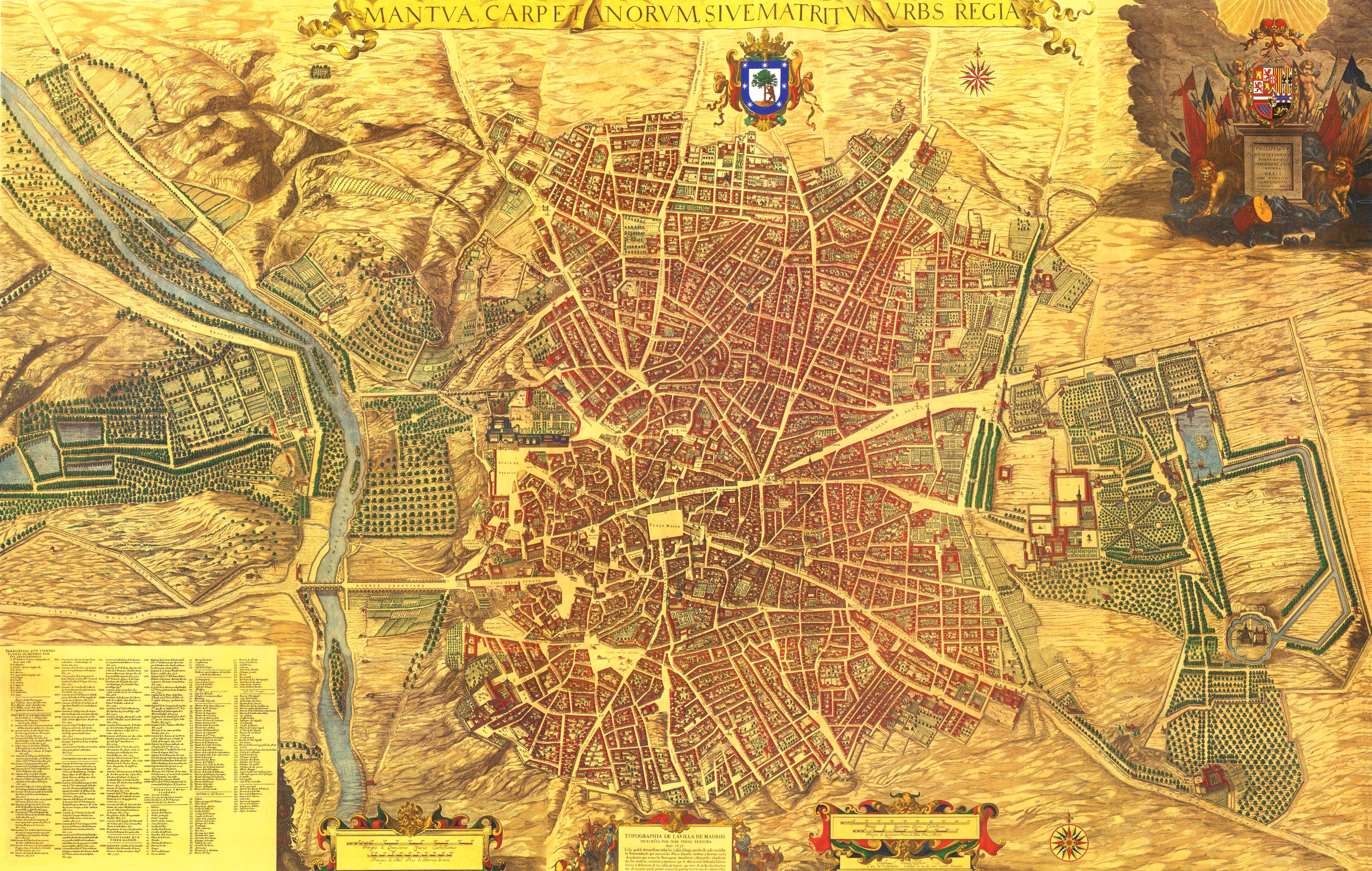
Karta över Madrid av Pedro Teixeira (1656) Mantua Carpetatorum sive Matritum Urbs Regia.

- Carta dos Estreitos de S. Vicente e Magalhães (1621)
- La descripción de España y de las costas y puertos de sus reinos (1634)
- Topografía de Madrid (1656)
- Corral de la Cruz. Madrid (1656)
- El convento de la Trinidad Calzada de Madrid en el plano de Teixeira (1656)
- Corral del Príncipe. Madrid (1656)